# Irmo (Karolina Południowa)
Irmo – miasto w Stanach Zjednoczonych, w stanie Karolina Południowa, w hrabstwie Lexington.
Z Irmo pochodzi Alaina Coates, amerykańska koszykarka.